# 亚历山大·叶夫根耶维奇·费斯曼
亚历山大·叶夫根耶维奇·费斯曼（俄語：Александр Евгеньевич Ферсман，1883年11月8日—1945年5月20日）是前苏联地球化学家和矿物学家，苏联科学院院士（1919年）。

## 早年生活与教育
1883年11月8日亚历山大·费斯曼出生于圣彼得堡，父亲叶夫根尼·亚历山大罗维奇·费斯曼是一位建筑师和沙俄时期军官，母亲玛丽亚·埃杜尔多夫娜·喀斯乐是一位画家及钢琴师。童年时期他就开始在位于郊区的克里米亚夏季庄园搜寻、收集各类矿物及晶体。1901年以优异的成绩毕业于敖德萨高级中学，后进入新罗西斯克矿业学院，在那里他发现矿物学课程很平淡，想转而攻读艺术史，但他的家人朋友劝他转读了化学专业。
1903年费斯曼的父亲被任命为沙皇军队军官，全家搬至莫斯科，费斯曼也随之就读于莫斯科大学。1904年成为弗拉基米尔·伊万诺维奇·维尔纳茨基-一位后来对他的人生和事业都产生重大影响的矿物学家暨地球化学家的博士研究生。
1908年费斯曼在海德堡大学维克多·莫迪凯·戈德施密特的指导下开始进行研究工作，并撰写了一篇有关金刚石晶体的重要论文。

## 职业生涯

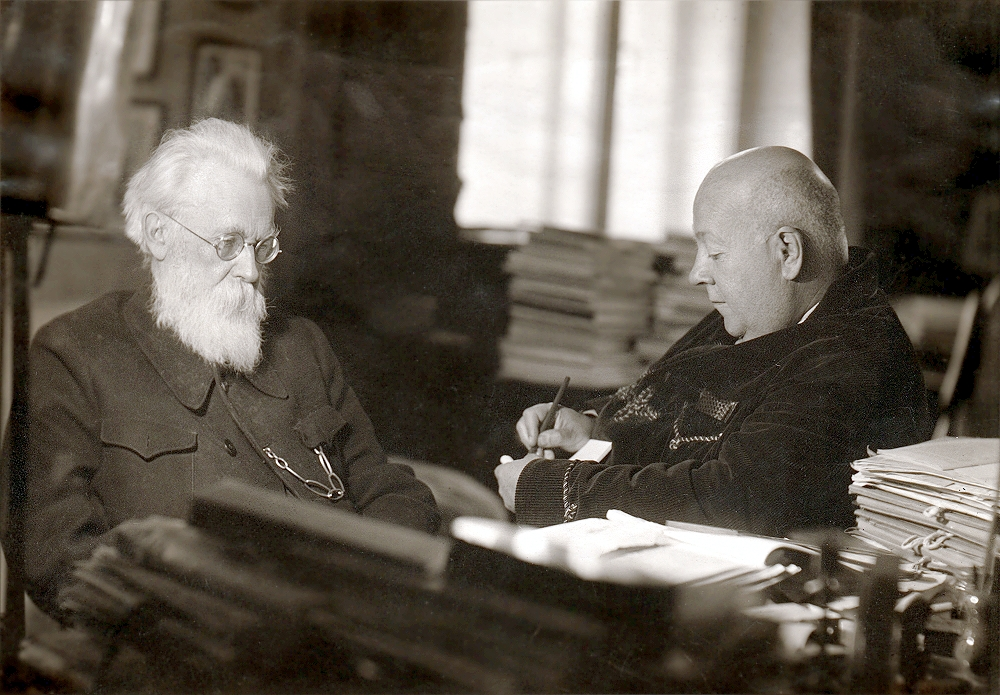
弗·维尔纳茨基和亚历山大·叶·费斯曼，1940年

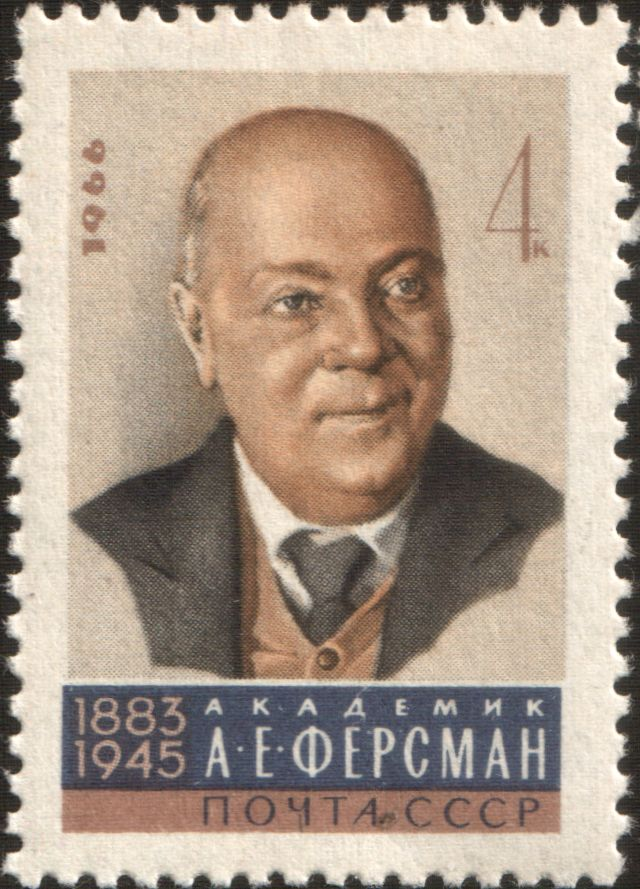
前苏联发行的亚历山大·费斯曼纪念邮票

1910年费斯曼回到俄罗斯，开始从事行政管理和教育工作，他被任命为俄罗斯科学院圣彼得堡矿物博物馆矿物分馆馆长，1919年当选为博物馆馆长，同时，他还是莫斯科人民大学（沙尼亚夫斯基大学）教授。1912年，他开设了世界上第一门地球化学课程，并帮助创办了一本广受欢迎，并一生为之奉献的科学杂志-《普里罗达》（自然）。在一战及苏德战争期间，费斯曼二次成立了一个专门向军方提供有关地质方面战略事宜的委员会。他还参与了科学院俄罗斯自然资源编目项目，并从1915年开始到俄罗斯各地进行矿藏考察，后来列宁曾就国家矿产资源的开发专门征求过他的建议。
1917年十月革命后，费斯曼极力倡议开发国家自然资源，特别是贮量丰富的矿产。他先后组织过无数次科考活动，足迹遍及克里米亚、高加索、乌拉尔、哈萨克斯坦、突厥斯坦、阿尔泰山脉、贝加尔地区、蒙古北部、卡累利阿、天山山脉、克孜勒库姆沙漠、卡拉库姆沙漠和科拉半岛，其中曾次数亲自带队，通过这些大规则的勘探活动发现了包含费尔干纳铀、钒矿以及在里海东部卡拉库姆沙漠的大型硫矿（俄罗斯先前需大量进口）等矿藏。
1924年斯大林掌权后，苏联工业化进程加速。1929年初苏联工业第一个五年计划开始执行，矿物学和地球化学在国内的地位也随之提升。从1922到1934年间，苏联科学院组织了250多个涉及地质、地球化学和矿物研究方面的科考队，特别重要的是费斯曼参与的科拉半岛大型碱性地块-希比内山脉和洛沃泽罗的勘探。科拉半岛以交通不便而出名，但到了二十世纪30年代中期已有了较大改善，这很大程度上得益于费斯曼和他的同事尼古拉·瓦西尔维奇·别洛夫的努力。希比内和洛沃泽罗是世界上贮量最大的多矿品工业矿。
在费斯曼的领导下，矿物博物馆的主要工作立足于解决实际经济问题、研究本国矿藏以及开发最先进的科研技术。到1932年，该博物馆更名为矿物和地球化学研究所，1932年又改为地球化学、矿物和晶体研究所，其招募的员工许多都是国家级顶尖科学家。
1934年，包括矿物学博物馆在内的苏联科学院迁往莫斯科，为装运博物馆收藏的6万多件标本，曾动用了30节铁路车皮，搬迁工作紧张地进行了三年。1937年，为迎接在莫斯科召开的第十七届国际地质大会，该博物馆举办了大型展览活动，费斯曼为本届大会秘书长，在会议组织方面发挥了重要作用。
大会期间，曾安排了到苏联各地一些有名的地质区作为期20-30天的实地考察活动。然而，这一年也正值斯大林发起大清洗运动之时，这一政治运动也波及到此次大会，一些与会代表在会期和会后即遭逮捕，如俄罗斯杰出地质学家Yu.M. Sheinmann。费斯曼经常与外国人接触，但他尽力避免被猜疑。据哈佛大学的赫尔伯特（C. S. Hurlbut）事后介绍，卡累利阿和科拉半岛的考察活动被安排的非常恰当周到。
1941年二战期间，费斯曼负责将博物馆8万件最有价值的矿物标本疏散出莫斯科，并在1944年全部安全运回。
1945年5月20日，费斯曼死于正在疗养的黑海索契，时年61岁。

## 著作
费斯曼曾撰写和发表过1500多篇有关结晶学、矿物学、地质学、化学、地球化学、地理学、空中摄影、天文学、哲学、艺术、考古、土壤学、生物学等方面的文章。其中主要的有：《俄罗斯的地球化学》（1922年）、《地球和宇宙中的化学元素》（1923年）、《地球化学》I-IV卷（1933年-1939年）、《依据地球化学和矿物学寻找矿藏》（1939年）。
他也是一位俄罗斯科普作家，除了《普里罗达》和另外一些期刊外，他还创作了许多大众科普书籍，包括：《北极圈外的三年》（1924年）、《大众矿物学》（1928年重编、1935年重版）、《苏联自然科学的二十五年》（1944年）、《矿物学回顾》（1945年）、《前进中的苏联科学》（1945年）、《服务于人类的地球化学》（1958出版）。

## 奖励与荣誉
1929年被授予列宁奖；1942年苏联国家奖；1943年被伦敦地质学会授予沃拉斯顿奖章以及劳动红旗勋章。
以他的名字命名了位于莫斯科的费斯曼矿物博物馆；铌钙矿（fersmite）和硅钛钙石（fersmanite）；月球上的费斯曼环形山；费斯曼地质研究所以及俄罗斯许多城市中的街道（包括莫斯科、蒙切戈尔斯克、阿帕季特）。

## 备注
1. 1 2 3 4 5 6 7 8 9 10  website of the Geochemical Society. Article: A.E. Fersman and the Kola Peninsula （页面存档备份，存于）, Dr. G.P. Glasby
2. 1 2  American Mineralogist, Volume 31, pages 173–178, 1946, LJ Spencer
3. ↑  . Encyclopedia2.thefreedictionary.com.   [2014-08-15]. （原始内容存档于2019-04-24）.
4. ↑  Mineralogical Observations on the Northern Excursion of the XVII International Geological Congress （页面存档备份，存于）, Cornelius S. Hurlbut, jr., Harvard University, Cambridge, Massachusetts, 1938
5. ↑  Russian wikipedia